# Siemionki (województwo kujawsko-pomorskie)
Siemionki – wieś w Polsce, położona w województwie kujawsko-pomorskim, w powiecie mogileńskim, w gminie Jeziora Wielkie.

## Podział administracyjny
W latach 1975–1998 miejscowość położona była w województwie bydgoskim.

## Demografia
Według Narodowego Spisu Powszechnego (III 2011 r.) liczyła 181 mieszkańców. Jest jedenastą co do wielkości miejscowością gminy Jeziora Wielkie.